# Скоторенко, Василий Григорьевич
Василий Григорьевич Скоторенко (20 марта 1927, Кременчуг, Полтавская область — 22 июня 2011, Горловка, Донецкая область) — советский и украинский шахматист, мастер спорта СССР (1955). Горный инженер.
Международный мастер ИКЧФ, чемпион СССР и Европы в командном зачёте. Заслуженный мастер спорта Украины.

## Биография
Родился в Кременчуге Полтавской области, позднее вместе с родителями жил в Днепропетровске.
В 1941—1944 гг. был в эвакуации в Иркутске. Там он научился играть в шахматы, его единственным наставником был К. А. Гайдук. В 1943 и 1944 гг. Скоторенко принимал участие в чемпионатах Иркутска.
После окончания школы в 1944 г. поступил в Днепропетровский горный институт. Трижды выигрывал звание чемпиона Днепропетровска (1946, 1948, 1950 гг.) и дважды звание чемпиона Днепропетровской области (1947, 1948 гг.).
После окончания института по направлению уехал на работу в Кузбасс, где работал горным инженером.  Многократно становился чемпионом Кемеровской области. В 1953 г. стал чемпионом Сибири и Дальнего Востока (турнир проходил в Иркутске).  В 1954 г. играл в полуфинале чемпионата СССР в Ленинграде, где выполнил норматив мастера спорта СССР.
Несмотря на неудачное выступление в финальных турнирах чемпионатов РСФСР 1953 и 1954 гг., в партиях против призёров он имел 50%-й результат. В чемпионате 1953 г. поражение от Скоторенко не помешало Р. Г. Нежметдинову  опередить Л. А. Полугаевского и стать победителем турнира, однако в следующем году поражение от Скоторенко в последнем туре оставило Нежметдинова  на втором месте, а новым чемпионом республики стал Л. А. Шамкович.
В полуфинале чемпионата СССР 1954 г. Скоторенко набрал 3 очка в партиях против шахматистов, занявших первые четыре места (особенно примечательна победа над будущим чемпионом мира Б. В. Спасским), однако поражение от  Г. М. Лисицына стало решающим в борьбе за проходное 5-е место и не позволило Скоторенко принять участие в финальном турнире 22-го чемпионата СССР.
С 1971 г. жил в Горловке Донецкой области. В 1973 и 1974 гг. выигрывал первенство Донецкой области.
С середины 1950-х годов играл в основном в заочных турнирах. Стал победителем командных чемпионатов СССР, Украины и Европы по переписке. 
Трижды  принимал  участие  в  личных  чемпионатах Европы (1968—1972 гг. — 8-е место;  1976—1980 гг.  —  8—9-е  места;  1982—1989 гг.  — 5-е место).
В. Г. Скоторенко известен своими теоретическими изысканиями в испанской партии (вариант 1. e4 e5 2. Kf3 Kc6 3. Cb5 Kd4 4. K:d4 ed 5. 0—0 Сc5 и т.д.). Играя этот вариант защиты Берда чёрными в 1984 г. в матче СССР — ЧССР по переписке с П. Матейчиком, Скоторенко сумел добиться хорошей позиции в дебюте и затем выиграть партию.

## Основные спортивные результаты
| Год                       | Город                                                   | Турнир                                                  | + | −  | = | Результат | Место             |
| ------------------------- | ------------------------------------------------------- | ------------------------------------------------------- | - | -- | - | --------- | ----------------- |
| 1949                      | Одесса                                                  | 18-й чемпионат Украинской ССР                           | 4 | 10 | 5 | 6½ из 19  | 15—16             |
| 1953                      | Саратов                                                 | 13-й чемпионат РСФСР                                    | 2 | 9  | 4 | 4 из 15   | 16                |
| 1954                      | Ростов-на-Дону                                          | 14-й чемпионат РСФСР                                    | 1 | 8  | 8 | 5 из 17   | 18                |
|                           | Ленинград                                               | Полуфинал 22-го чемпионата СССР                         | 7 | 5  | 8 | 11 из 20  | 7—10              |
| СОРЕВНОВАНИЯ ПО ПЕРЕПИСКЕ |                                                         |                                                         |   |    |   |           |                   |
| 1966—1968                 | 1-й командный чемпионат СССР (сборная РСФСР, 4-я доска) | 1-й командный чемпионат СССР (сборная РСФСР, 4-я доска) |   |    |   | 5 из 10   | Команда — чемпион |
| 1968—1972                 | 6-й чемпионат Европы                                    | 6-й чемпионат Европы                                    |   |    |   |           | 8                 |
| 1975—1980                 | 13-й чемпионат Европы                                   | 13-й чемпионат Европы                                   |   |    |   |           | 8—9               |
| 1983—1989                 | 26-й чемпионат Европы                                   | 26-й чемпионат Европы                                   |   |    |   |           | 5                 |